# Peter Bredahl

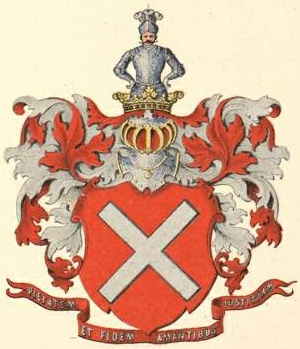
Wappen Bredahl

Peter Christian Bredahl, auch Bredal, von Bredahl, russisch Пётр Петрович Бредаль (* 1681 in Trondheim; † 1. Märzjul. / 12. März 1756greg. in St. Petersburg) war ein dänisch-norwegischer Seeoffizier in russischen Diensten, zuletzt Vizeadmiral.

## Leben
Peter Bredahl war ein Sohn des gleichnamigen Medicus in Trondheim. 1701 begann er eine Ausbildung zum Militär-Chirurgen, brach diese jedoch 1702 ab. 1703 schloss er sich dem Admiral Cornelius Cruys an und trat als Leutnant zur See in den Dienst der russischen Flotte. 1710 wurde er Kapitänleutnant und diente in der Asow-Flottille.

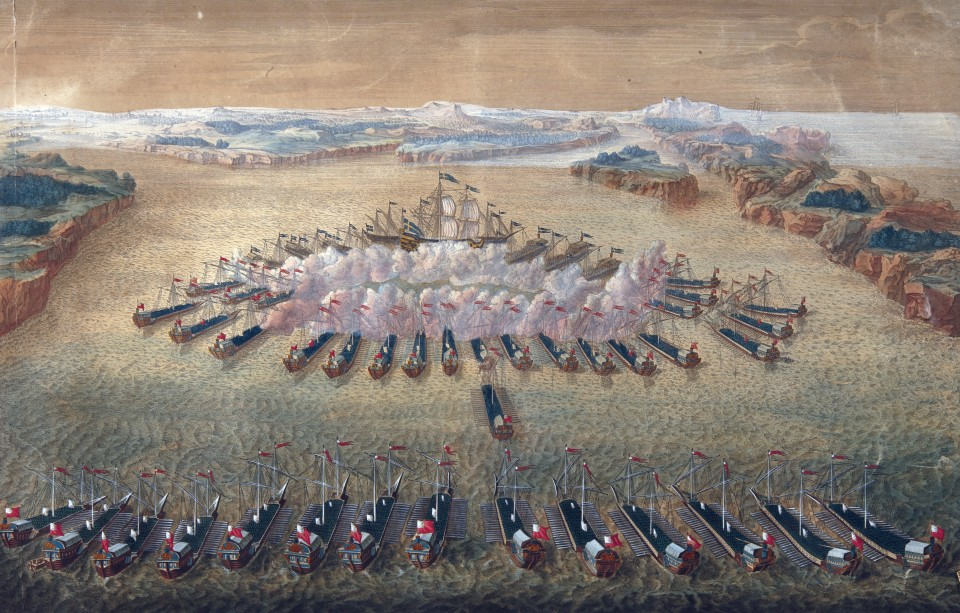
Seeschlacht bei Hanko 1714

1712 wurde er zur Baltische Flotte versetzt; im Jahr darauf erfolgte seine Beförderung zum Kapitän 4. Ranges. Am 7. August 1714 nahm er an der Seeschlacht bei Hanko teil.
1715 wurde er Kapitän 3. Ranges und befehligte sieben Schiffe. Er verließ Tallinn am 20. April mit den vier Schiffen Samson (36 Kanonen), St. Paul (32 Kanonen) , St. Peter (32 Kanonen) und Diana (18 Kanonen), um die schwedische Flotte in der Ostsee anzugreifen. Dazu gehörte auch eine Landung auf Gotland. Es gelang ihm, drei schwedische Schiffe zu erobern: die Enhdrning mit 18 Kanonen, Esperance mit 11 und Stockholm Gallej mit 10 Kanonen, mit denen er Anfang Mai nach Tallinn zurückkehrte. 1715/16 segelte er mit drei Schiffen bis nach England und Holland.
1717 wurde er zum Kapitän 2. Ranges befördert. 1718 ernannte ihn der mit Russland verbündete dänische König Friedrich IV. zum Kommodore der dänischen Marine. Dies war jedoch eher ein Ehrentitel, denn Bredahl diente weiterhin in der russischen Marine im Finnischen Meerbusen. 1720 zum Kapitän 1. Ranges befördert, warb er für die russische Flotte Matrosen in Danzig, Kopenhagen und Lübeck an. 1721 überbrachte er als offizieller kaiserlich russischer Bote die Nachricht des Friedens von Nystad den Höfen in Paris und Madrid sowie den niederländischen Generalstaaten.
Ab 1724 diente er als Geschäftsführer des Admiralitätskontors in St. Peterburg. 1726 wurde er zum Konteradmiral ernannt. Von 1730 bis 1732 war er Hafenkommandant von Tallinn. 1731 erfolgte die Aufnahme Bredahls in die Estländische Ritterschaft. 1733 wurde er Kommandant von Archangelsk.

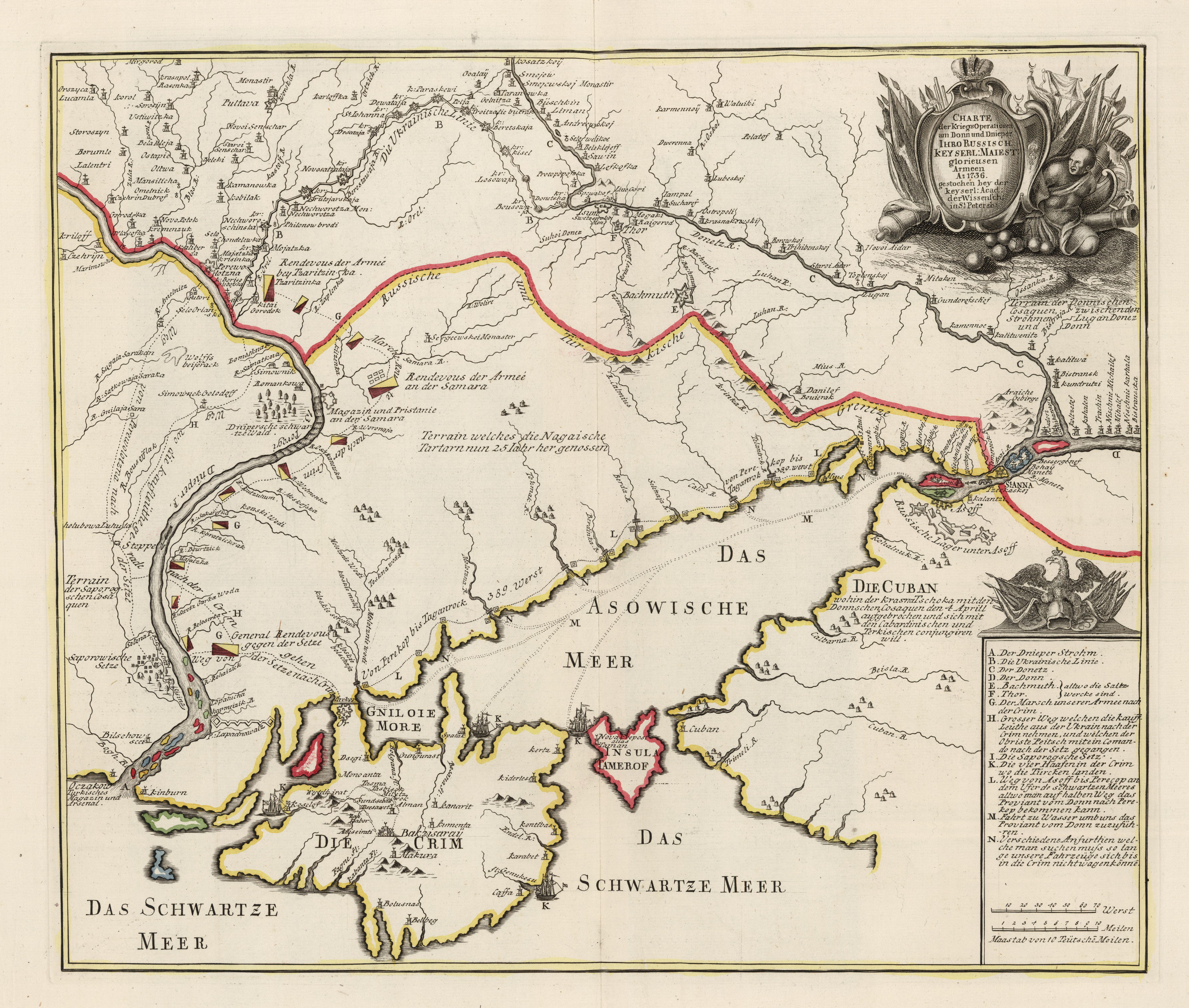
Russische Operationen am Don und Dnjepr 1736

Im Russisch-Österreichischen Türkenkrieg (1736–1739) beteiligte er sich unter Peter von Lacy an der Eroberung von Asow als Befehlshaber der Seestreitkräfte. 1739 erfolgte seine Beförderung zum Vizeadmiral.
1741 kehrte er nach Archangelsk zurück. Als im folgenden Jahr ein Sturm die Verlegung einer Flotte vom Weißen Meer in die Ostsee gegen die Schweden traf, so dass die schlecht ausgerüsteten Schiffe nach Archangelsk zurückkehren mussten, wurde Bredahl von der Beförderung zum Admiral ausgeschlossen und nach St. Petersburg zum Rapport beordert. Nur durch die Fürsprache des Präsidenten des Kollegiums der Admiralität vermied er weitere Bestrafung.

## Auszeichnungen
- Alexander-Newski-Orden 1741

## Familie
Peter Bredahl war in erster Ehe verheiratet mit einer Tochter des niederländischen, in dänisch-norwegischen Diensten stehen Generalquartiermeisters Wyllem de Coucheron († 1689), Blanceflor Sophie Coucheron. Das Paar hatte einen Sohn:
- Peter von Bredahl , Oberjägermeister in Holstein-Gottorf, Amtmann von Trittau und Reinbek und gottorfischer Ministerresident beim Niedersächsischen Reichskreis in Hamburg

In zweiter Ehe heiratete er Catherine Pont (1690–1780).